# Eriachne pallescens
Eriachne pallescens är en gräsart som beskrevs av Robert Brown. Eriachne pallescens ingår i släktet Eriachne och familjen gräs. Inga underarter finns listade i Catalogue of Life.